# مينهايل تيشوم
مينهايل تيشوم (14 نوفمبر 1985 أديس أبابا إثيوبيا - ) هو لاعب كرة قدم إثيوبي، شارك في كأس الأمم الأفريقية 2013.

## وصلات خارجية
- مينهايل تيشوم على موقع قاعدة بيانات كرة القدم.إي يو (الإنجليزية)
- مينهايل تيشوم على موقع ناشيونال فوتبول تيمز (الإنجليزية)
- مينهايل تيشوم على موقع Soccerway.com (الإنجليزية)
- مينهايل تيشوم على موقع عالم كرة القدم.نت (الإنجليزية)